# Gouvernement Schimal Sina
Schimal Sina oder Nordsinai (arabisch محافظة شمال سيناء, DMG Muḥāfaẓat Šimāl Sīnāʾ ‚Gouvernement Nordsinai‘) ist ein Gouvernement in Ägypten mit 450.328 Einwohnern und liegt im Norden der Sinai-Halbinsel.
Es grenzt im Norden an das Mittelmeer, im Osten an den Gazastreifen und Israel, im Süden an das Gouvernement Dschanub Sina und im Westen an die Gouvernements as-Suwais, al-Ismaʿiliyya und Bur Saʿid (Port Said). Das Verwaltungszentrum ist al-Arisch.